# 신영준 (축구 선수)
신영준(辛詠俊, 1989년 9월 6일 ~ )은 대한민국의 축구 선수이며 포지션은 공격형 미드필더 및 공격수이다. 현재 K3리그 화성 FC에서 활약하고 있다.

## 선수 경력
신영준은 전남 드래곤즈의 유소년 팀인 광양제철고등학교 축구부를 거쳐 호남대에 입단하였고, 2010년에는 내셔널리그 신생팀이었던 용인시청에 입단했다. 2010년 4월 10일에 열린 예신 FC와의 리그 경기에 출전해 성인 무대 데뷔골을 기록했다. 신영준은 2010시즌 20경기에 나서 3골 2도움을 기록하는 활약을 보였다.
2011년 전남 드래곤즈에 입단하여 데뷔 세 경기 만인 리그 10라운드 대전 시티즌과의 경기에서 데뷔골을 성공
시킨데 이어 17라운드와 18라운드에 연속 골을 기록하였다.
2011 시즌 리그에서 총 19경기에 출전하여 3골을 기록하였다. 2012 시즌 초반 부상으로 결장하였으나 5월 6일 울산과의 경기에서 복귀하였고, 20경기 3득점을 기록하였다.
2013년 여름, 포항 스틸러스의 정홍연과 1대 1 트레이드 되어 전남을 떠나게 되었다. 포항 스틸러스에서는 7월 3일, FC 서울과의 홈 경기에서 조찬호와 교체 투입되며 처음으로 그라운드를 밟았다. 7월 31일 강원 FC의 경기에서는 조찬호의 세 번째 골을 도우며 첫 공격 포인트를 올렸다. 8월 25일 열린 친정팀 전남 드래곤즈와의 원정 경기에서는 후반 10분 교체투입되었는데, 후반 28분 그의 슈팅이 골대를 맞고 나오자 황진성이 이를 골로 연결하였고, 마침내 후반 44분에는 팀의 3-2 역전골을 직접 성공시키는 대활약을 펼쳤다. 그리고 팀의 2013 K리그 클래식 우승, FA컵 2013 우승을 이끌어 최초로 더블을 이루어내는 데 크게 공헌하였다.
2015년 1월 28일, 강원 FC로의 이적이 발표되었다. 2015년 4월 11일 FA컵 3라운드 경남 FC와의 경기에서 후반 추가시간 결승골을 성공시켰고, 32강 부산 아이파크와의 경기에서는 팀의 세 번째 골을 넣으며 팀의 16강 진출을 이끌었다.
2015 시즌을 마치고 군 복무를 위해 상주 상무에 입단하였다.
군 제대 후 부산 아이파크로 이적했다.
2019시즌을 앞두고 내셔널리그의 강릉시청으로 이적했다. 2019년 3월 16일에 열린 김해시청과의 경기에서 강릉 입단 이후 첫 골을 기록했다. 2019시즌 26경기 15골 5도움을 기록했으며 내셔널리그 MVP를 수상했다.
2020시즌을 앞두고 K3리그의 경주 한수원으로 이적했다.

## 기타
- 2013년 10월 19일, 신영준은 포항 스틸러스의 FA컵 2013 우승 후 특별 외박을 받아 고향인 부산에 내려갔다가, 20일 새벽 귀가 도중 한 남성에게 폭행을 당하고 있던 여성의 비명 소리를 들었고, 추격 끝에 성폭행 미수범을 검거하였다. 그는 '당연히 해야 할 일을 했을 뿐 별로 자랑스러운 일도 아니'라며 이를 주위의 친한 선수들에게만 알렸지만, 결국 이 사건이 수면 위로 드러나면서 세간의 주목을 받았다.[5] 이에 프로축구연맹으로부터 '선행상'을 받았고, 사건을 관할하였던 부산진경찰서로부터는 '용감한 시민상'을, 포항 구단으로부터도 표창과 포상을 받게 되었다. 그리고 신영준은 이 포상금을 모두 불우이웃돕기에 쓰기로 하였다.[6]

## 수상

### 클럽

#### 포항 스틸러스
- K리그 클래식 2013 우승
- FA컵 2013 우승

### 개인
- 내셔널리그 베스트 11: 2019
- 내셔널리그 MVP: 2019